# Per Sandberg
Per Sandberg (né le 6 février 1960 à Levanger) est un homme politique norvégien.

## Biographie

### Vie privée
Pendant qu'il travaillait à Ustaoset en 1976, il rencontre une serveuse danoise Ulla Kjær Frandsen avec qui il a deux enfants.
Il a épousé sa première femme, Line Miriam Sandberg (en) (née Haugan), le 7 août 2010. Ensemble, ils ont un fils. Il partage son temps entre son bureau parlementaire à Oslo, sa circonscription parlementaire à Sør-Trøndelag et son domicile à Lenvik, Troms, sur l'île de Senja, où il vit avec sa famille.
Le couple divorce en mai 2018.

## Carrière politique

### Ministre de la Justice et de la Sécurité publique
À la démission de Sylvi Listhaug le 20 mars 2018, Per Sandberg est nommé au poste en tant qu'intérimaire. Il sera remplacé 2 semaine plus tard, le 4 avril 2018 par Tor Mikkel Wara.

### Ministre de la Pêche
Le 13 août 2018, Per Sandberg doit démissionner après le scandale qui le lie avec une réfugiée iranienne. Per Sandberg a enfreint plusieurs règles de sécurité en voyageant en Iran.